# Synsepalum brevipes
Synsepalum brevipes är en tvåhjärtbladig växtart som först beskrevs av John Gilbert Baker, och fick sitt nu gällande namn av Terence Dale Pennington. Synsepalum brevipes ingår i släktet Synsepalum och familjen Sapotaceae. Inga underarter finns listade i Catalogue of Life.